# کادموس ۷۰۹۲

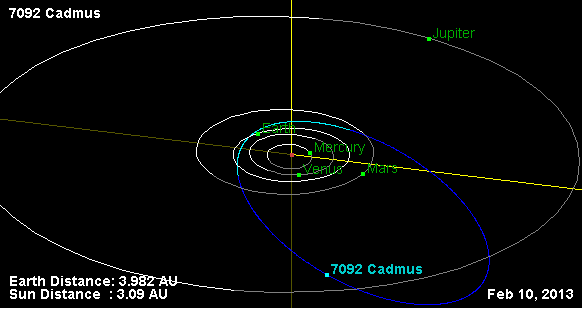
نمایی از محل قرارگیری سیارک کادموس ۷۰۹۲ در مدار - ۲۰۱۳

سیارک ۷۰۹۲ (به انگلیسی: 7092 Cadmus، نامگذاری:1992LC) هفت هزار و نود و دومین سیارک کشف شده‌است که در ۴ ژوئن ۱۹۹۲ کشف شد.
قدر مطلق سیارک برابر ۱۵٫۴۰ است.